# Rolando García
Rolando Moisés García Jiménez (1942. december 15. –) chilei válogatott labdarúgó. 

## Pályafutása

### Klubcsapatban
1968 és 1973, illetve 1976 és 1980 között a Deportes Concepción csapatában játszott. 1974 és 1975 között a Colo-Colo játékosa volt, melynek színeiben 1974-ben megnyerte a chilei bajnokságot. 

### A válogatottban
1971 és 1975 között 20 alkalommal szerepelt az chilei válogatottban és 1 gólt szerzett. Részt vett az 1974-es világbajnokságon.

## Sikerei, díjai
Colo-Colo
- Chilei bajnok (1): 1974

## Külső hivatkozások
- Rolando García adatlapja a National-Football-Teams.com oldalon (angolul)

- Rolando García (spanyol nyelven). solofutbol.cl
- Rolando García (német nyelven). kicker.de
- Rolando García adatlapja a worldfootball.net oldalon (angolul)